# Фески мир
Фески мир је уговор којим је окончана Друга мароканска криза.
Потписао га је 30. марта 1912. године у Фесу марокански султан Абд ел Хафид са представницима Француске, Немачке и Шпаније:
- Абд ел Хафид се одрекао суверенитета Марока и признао француски протекторат;
- Немачка се одрекла права на Мароко и у замену добила део француског Конга (данашњи Камерун);
- Шпанци добијају појас поседа на северу Марока (тј. шпански Мароко).

Закључењем уговора, незгодног по Мароко, присилио је Абд ел Хафида да абдицира. На дужи рок, скоро је довео до распада државе и утицао на избијање рата (види Рифски рат).